# Авенариус, Николай Александрович
Никола́й Алекса́ндрович Авена́риус (1897—1983) — участник Белого движения, эмигрант, мемуарист.

## Биография
Родился в городе Молога Ярославской губернии 9 (21) марта 1897 года. Его отец Александр Николаевич Авенариус (племянник писателя В. П. Авенариуса) происходил из старинного немецкого рода: сын историка-археолога Н. П. Авенариуса (1834—1903); окончил Варшавское военное училище, вскоре оставил военную службу; работал на железной дороге, служил в страховом обществе «Россия», затем — у своего дяди В. К. Феррейна; в 1896 году основал собственный завод в Мологе, который через несколько лет был продан «Товариществу В. К. Феррейна». В августе 1913 года А. Н. Авенариус, получив часть акций и должность управляющего (административного и коммерческого директора) на фабрике в Москве, вместе с семьёй уехал из Мологи.
Николай Авенариус с 1905 года учился в Рыбинской гимназии, а после переезда семьи в Москву, с 1913 года — в 10-й Московской гимназии на Якиманке. В 1915 году поступил в Императорское Московское техническое училище. В начале 1916 года окончил курсы шоферов-механиков при училище и в апреле был направлен в автомобильный отряд при саперном батальоне на Западном фронте, где полгода служил водителем грузовика и мотоциклистом-связистом.
В дни Октябрьского восстания в Москве оказывал сопротивление большевикам вместе с другими вооруженными студентами. В августе 1918 года отец Авенариуса был уволен с должности управляющего фабрикой, семья была вынуждена переехать в квартиру дяди Василия Петровича на Новой Басманной, но эта квартира вскоре была реквизирована. Под видом бывшего немецкого военнопленного Авенариусу удалось пробрался на Украину, а оттуда в Бессарабию, в город Сороки, где работал врачом его дядя Николай Николаевич. Семья (отец, мать и дочь Оля) также переехала в Киев, а оттуда в Сороки, на территорию независимой Румынии. В декабре Авенариус заболел сыпным тифом и две недели провёл в бреду. В это время умер от сердечного приступа его отец. Оправившись от тифа, Авенариус работал репетитором, пильщиком дров, сторожем на огороде. В августе 1919 года перешёл румынскую границу на реке Днестр, поездом добрался до Одессы, оттуда переехал в Севастополь, где работал в мастерской по ремонту автоброневиков. Зимой 1920 года вступил в 133-й Симферопольский пехотный полк Добровольческой армии, принимал участие в оборонительных боях на Перекопском перешейке, перенес приступ возвратного тифа и был доставлен в госпиталь в Симферополе. Выйдя из госпиталя, Авенариус присоединился к восьмой батарее Первой артиллерийской бригады Корниловской дивизии, участвовал в наступлении Белой армии, дойдя до Никополя. После того, как большевики заключили перемирие с Польшей, Красная Армия перебросила крупные силы на юг и начала наступление, Корниловская дивизия с боями отошла в Крым. В ноябре 1920 года Авенариус эвакуировался из Севастополя на пароходе-крейсере «Саратов» в Константинополь.
В Турции сначала содержался в лагере для беженцев, потом жил в Константинополе в ночлежке, подрабатывая уличным торговцем. Летом 1921 года перебрался в Румынию, где был арестован сигуранцей по обвинению в коммунистической пропаганде и освобожден только благодаря хлопотам матери и личному вмешательству румынской королевы Марии. Жил в Бессарабии, работал техником на заводе и электростанции. В конце ноября 1923 года переехал в Прагу, поступил в Русское высшее училище техников путей сообщения, а затем и на межевой факультет Чешского технического университета. Работал практикантом на строительстве железной дороги. В марте 1926 года сдал выпускные экзамены и получил два диплома. В поисках работы переехал в Братиславу, работал геодезистом на реконструкции Дудважеских осушительных сооружений. В феврале 1927 года переехал в Липтовски-Микулаш, где работал в канцелярии министерства финансов. В 1929 году переехал в Мартин, где скоро ушёл с государственной службы и открыл частную техническую фирму. В том же году принял подданство Чехословацкой республики (до этого жил по нансеновскому паспорту). Весной 1936 года познакомился с моравкой Ярославой-Катериной (Ярой) Мнячко, 26 июня они поженились, 15 мая 1942 года у них родился сын Саша.
После раздела Чехословакии по Мюнхенскому соглашению в 1939 году была образована марионеточная Словацкая республика под контролем нацистов. Во время Второй мировой войны Авенариус был связан с Движением Сопротивления, укрывал бежавших из концлагерей военнопленных и советских парашютистов, помогал им перебираться к партизанам или к линии фронта. В 1944 году был арестован словацкими жандармами и помещён в тюрьму в г. Илава, но вскоре выпущен, отделавшись штрафом. После Словацкого восстания в декабре 1944 года был арестован гестапо, но выпущен за взятку в 20 тысяч крон.
После войны в 1948 году в Чехословакии пришла к власти Коммунистическая партия, и все частные фирмы были ликвидированы. Канцелярия Авенариуса была передана в ведение государственного предприятия «Ставпроект», недавно купленная квартира конфискована для работников военного завода, а семья выселена в деревню. Авенариус работал маркшейдером в рудных шахтах в Турчанских Теплицах, затем в Пезиноке недалеко от Братиславы. В октябре 1954 года Авенариусы переехали в Братиславу, где жили на квартире у знакомых, а с 1965 года приобрели собственную квартиру. Авенариус перешёл на службу в фирме «Геодезия и картография» в Братиславе, где жил до самой смерти в 1983 году.
В 1978—1983 годах Николай Авенариус написал мемуары, изданные в 2012 году под названием «Кремнистый путь» при участии Г. А. Вомпе.